# Disterigma weberbaueri
Disterigma weberbaueri är en ljungväxtart som beskrevs av Hørold. Disterigma weberbaueri ingår i släktet Disterigma och familjen ljungväxter. Inga underarter finns listade i Catalogue of Life.